# Parafia św. Rocha w Zygrach
Parafia Świętego Rocha w Zygrach – parafia rzymskokatolicka, znajdująca się w diecezji włocławskiej, w dekanacie szadkowskim.